# 大晦日はマル・マル・モリ・モリ! 爆笑そっくりものまね紅白歌合戦 祭りだ祭りだスペシャル
『大晦日はマル・マル・モリ・モリ! 爆笑そっくりものまね紅白歌合戦 祭りだ祭りだスペシャル』（おおみそかはまる・まる・もり・もり ばくしょうそっくりものまねこうはくうたがっせん まつりだまつりだスペシャル）は、フジテレビ系列で2011年12月31日（大晦日）18:00 - 23:45（JST）に放送されたものまね番組である。ハイビジョン制作。

## 概要
2000年から年3回（春・秋の改編期・年末年始）不定期放送されている『爆笑そっくりものまね紅白歌合戦スペシャル』が番組初の試みで、本家紅白の『第62回NHK紅白歌合戦』（NHK） に対抗する形で大晦日に放送されることが、2011年11月24日にフジテレビが発表した。
司会の今田耕司・東野幸治は制作発表で「（大晦日）はこの番組が1番やってはいけない日」（理由は「本人が裏（本家紅白）にいるから」）と語った。東野は「（本番組の大晦日開催を」ウソやろって思いましたが、ホンマでした。こっちを本物と思って見てくれるおじいちゃん、おばあちゃんが日本に5人くらいはいると思う。まあ、こっちは、どんな交際してても出られるんで」とも述べた。
また、同じく裏番組には今田・東野の先輩であるダウンタウンの冠番組『ダウンタウンのガキの使いやあらへんで!! 大晦日年越しSP 絶対に笑ってはいけない空港24時』（日本テレビ）もあり、東野は「いや、本当にまさか我々のお師匠さんであるダウンタウンさんの（番組の）裏でこんなことをやるとは!全員に投げ飛ばされるくらいの気持ちでがんばりたいですね」とも語った。
放送時間は、通常は最短2時間〜最長4時間半だが、この放送回ではさらに伸ばして過去最長である5時間45分（18:00 - 23:45）に拡大した。
放送時間が長丁場であるため、出場するものまねタレントも増やし、過去最多の124名が出場した。
視聴率は第1部が10.5%、第2部が5.7%、第3部が4.6%となり、先述の本家紅白や『ガキ使』に大敗した。ただし、録画率では本家紅白や『ガキ使』より圧倒的に高くダブルスコア以上の大差をつけてキー局トップという対照的な結果だった。

## 特色

### 番組の進行
通常の『爆笑そっくりものまね紅白歌合戦スペシャル』同様、紅組と白組に分かれてチーム戦で戦っている。順番は、白組が先攻で、紅組が後攻で進行する。

### 構成
SMAP、嵐、AKB48といったJ-POPのアイドルグループや、BIGBANG、KARA、少女時代、T-ARAといったK-POPのアイドルグループのものまねが多数登場した。
また、マイケル・ジャクソン、レディー・ガガ、ルイ・アームストロング、アイリーン・キャラ、ケルティック・ウーマンといった洋楽アーティストのものまねも多数登場した。

## 放送日
2011年12月31日（土曜日）18:00 - 23:45（JST、5時間45分）
- 『FNNレインボー発・あすの天気』の中断ニュースを含め、当時間帯に放送されているレギュラー番組[7] は全て放送休止（当番組は『土曜プレミアム』扱いはされず）。
- 「土曜放送」というのは、前身の『ものまね王座決定戦』時代から数えて史上初[8]、そしてこの後土曜に放送されたのは、2012年3月24日放送の『爆笑そっくりものまね紅白歌合戦スペシャル』のみだったが、2020年以降は『土曜プレミアム』枠で2時間10分の放送が継続されている。
- 尚、この放送を以て、2012年以降からは、『爆笑そっくりものまね紅白歌合戦スペシャル』は年末年始の放送を廃止して、春・秋の年2回放送となっている。代わりに、同年の年末年始からは『ものまね王座決定戦』が復活し、年1回放送されている。但し、2017年1月6日放送の『爆笑そっくりものまね紅白歌合戦スペシャル』で約5年ぶりに年末年始の放送が一時的に復活した。

## 司会
| 紅組司会 | 紅組司会   | 白組司会 | 白組司会 |
| -------- | ---------- | -------- | -------- |
| 東野幸治 | 中野美奈子 | 今田耕司 | 高島彩   |

## 応援
| 紅組応援 | 白組応援 |
| -------- | -------- |
| ルフィ   | まる子   |

## 審査員
| 堺正章 審査員長 | 片岡鶴太郎 | 高橋英樹 | かたせ梨乃 | 藤田朋子 | 優香 | 平愛梨 | 皆藤愛子 | 小川菜摘 |

## スペシャルコーナー
この放送回限定で、通常の放送では滅多に見られない一夜限りの3つのスペシャルコーナーが行われた。

### 紅白応援合戦
スペシャルコーナー第1弾。番組序盤で行われた。本家の『NHK紅白歌合戦』（裏番組）で行われている応援合戦のパロディとして、白組の応援団として原作生誕25周年を迎えた『ちびまる子ちゃん』と、紅組の応援団として原作累計発行部数2億部突破した『ONE PIECE』のアニメキャラクター同士の応援合戦で競演した。

### マイケル・ジャクソン エキシビジョンステージ!
スペシャルコーナー第2弾。番組中盤で行われた。世界的スーパースター・マイケル・ジャクソンのそっくりさん同士が対決した。白組の六本木（日本）出身のまいける井上と、紅組のラスベガス（アメリカ）出身のDamian Brantleyの日米が誇るマイケル・ジャクソンのそっくりさんが対決した。白組のまいける井上が披露した曲は「THRILLER」、紅組のDamian Brantleyが披露した曲は「BILLIE JEAN」。
- また、披露前のマイケル・ジャクソンの紹介テロップでは、総売上枚数が7億5000万枚以上と紹介されていたが、現在は10億枚以上と言われている（2014年時点）。

### 今夜限り! 奇跡の復活! ビジーフォー SPECIAL LIVE
スペシャルコーナー第3弾。番組終盤で行われた。ものまね番組への出演は約11年ぶりとなるものまね四天王の1組であるビジーフォーが一夜限りのものまねライブを披露した。ちなみに、ビジーフォーは『爆笑そっくりものまね紅白歌合戦スペシャル』には、これが初出演となった。また、紅組でも白組でもなく、スペシャルゲストとして出演した。

## 演目（出場者）

### 本戦
| 紅組                                            | 紅組                              | 紅組                         | 紅組                                      | 白組 | 白組                   | 白組                      | 白組                                                   |
| 順番                                            | 披露者                            | ものまね                     | 楽曲・ネタ                                | 順番 | 披露者                 | ものまね                  | 楽曲・ネタ                                             |
| ----------------------------------------------- | --------------------------------- | ---------------------------- | ----------------------------------------- | ---- | ---------------------- | ------------------------- | ------------------------------------------------------ |
| 2                                               | 松本明子                          | 石川ひとみ                   | まちぶせ                                  | 1    | ものまねマルモリ       | ★薫と友樹、たまにムック。 | マル・マル・モリ・モリ!                                |
| 4                                               | 我が家                            | ベム ベラ ベロ               | 妖怪人間ベム                              | 3    | 暁月めぐみ             | 森昌子                    | 越冬つばめ                                             |
| 6                                               | 春香クリスティーン                | アグネス・チャン             | ひなげしの花                              | 5    | ハイキングウォーキング | 上野樹里 向井理           | 江〜姫たちの戦国〜                                     |
| 8                                               | いっこく堂                        | 谷村新司                     | 昴-すばる-                                | 7    | ミラクルひかる         | 新田恵利                  | 冬のオペラグラス                                       |
| 10                                              | 松井絵里奈                        | 西田ひかる                   | 人生変えちゃう夏かもね                    | 9    | 山本高広               | 香取慎吾                  | 「こち亀 THE MOVIE 2」オーディション                   |
| 紅白応援合戦                                    |                                   |                              |                                           |      |                        |                           |                                                        |
| 12                                              | 松村邦洋                          | 木村拓哉                     | 「南極物語」犬オーディション              | 11   | 優木まおみ             | 国生さゆり                | バレンタイン・キッス                                   |
| 14                                              | 優木まおみ率いる ものまね美女軍団 | T-ARA                        | Bo Peep Bo Peep                           | 13   | カール北川             | 水木一郎                  | マジンガーZ                                            |
| 16                                              | ビューティーこくぶ                | 木山裕策                     | home                                      | 15   | 木村祐一               | 山口百恵                  | さよならの向う側                                       |
| 18                                              | NON STYLE                         | シャ乱Q プロデューサー       | いいわけ                                  | 17   | 千秋                   | 広瀬香美                  | ロマンスの神様                                         |
| 20                                              | フジテレビ女子アナウンサー        | ★KARA                        | ジェットコースターラブ                    | 19   | ユージ                 | ルイ・アームストロング    | What A Wonderful World                                 |
| 顔だけそっくりさん大集合                        |                                   |                              |                                           |      |                        |                           |                                                        |
| 22                                              | 松居直美                          | 南野陽子                     | 吐息でネット                              | 21   | タカアンドトシ         | 澤穂希 川澄奈穂美         | なでしこジャパン                                       |
| 24                                              | みはる                            | SHOW-YA                      | 限界LOVERS                                | 23   | エハラマサヒロ         | 山崎まさよし              | セロリ                                                 |
| ものまね大好きさん大集合                        |                                   |                              |                                           |      |                        |                           |                                                        |
| 26                                              | ダチョウ倶楽部                    | 松嶋菜々子 平泉成 長谷川博己 | 家政婦のミタ                              | 25   | おおともりゅうじ       | いろんな人                | J-POP男性名曲メドレー                                  |
| 28                                              | 美脚戦隊スレンダーDX              | ★少女時代〜RaNia             | Gee〜チラシ部!                            | 27   | スリムクラブ           | 泉ピン子 えなりかずき     | 渡る世間は鬼ばかり                                     |
| マイケル・ジャクソン エキシビジョンステージ!    |                                   |                              |                                           |      |                        |                           |                                                        |
| 30                                              | LiLiCo Sophia ガウ                | DREAMGIRLS                   | DREAMGIRLS                                | 29   | JOY                    | 秋川雅史                  | 千の風になって                                         |
| 32                                              | 高橋真麻                          | ケルティック・ウーマン       | You Raise Me Up                           | 31   | ハリセンボン           | 秋元康 前田敦子           | フライングゲット                                       |
| 34                                              | 清水アキラ 清水良太郎             | 井上陽水・安全地帯           | 夏の終りのハーモニー                      | 33   | ものまねAKB48          | ★AKB48                    | ヘビーローテーション                                   |
| めざせ!ものまね名人さん大集合                   |                                   |                              |                                           |      |                        |                           |                                                        |
| 36                                              | 石本沙織                          | ★いきものがかり              | YELL                                      | 35   | ほいけんた 高橋真麻    | 明石家さんま アナウンサー | 明石家サンタのマネ史上最大のクリスマスプレゼントショー |
| 38                                              | 福山雅治ものまね軍団              | ★福山雅治                    | 福山雅治ヒットメドレー                    | 37   | AMEMIYA                | 堺正章                    | さらば恋人                                             |
| 40                                              | ますだおかだ                      | CHAGE and ASKA               | SAY YES                                   | 39   | L.A.F.U.               | BIGBANG                   | TONIGHT                                                |
| 42                                              | 影武者X                           | X JAPAN                      | Forever Love                              | 41   | 平成ノブシコブシ       | 大沢たかお 内野聖陽       | JIN-仁-                                                |
| 44                                              | 友近                              | アイリーン・キャラ           | Flashdance... What a Feeling              | 43   | X-GUN                  | B'z                       | LOVE PHANTOM                                           |
| 46                                              | オリエンタルラジオ FISHBOY        | DA PUMP                      | ごきげんだぜっ! 〜Nothing But Something〜 | 45   | ものまね嵐             | ★嵐                       | 迷宮ラブソング                                         |
| 48                                              | エリザベータ                      | ★レディー・ガガ              | Poker Face                                | 47   | TKO                    | アラちゃん リポーター     | FNNまねニュース                                        |
| 50                                              | ものまねSMAP                      | ★SMAP                        | 世界に一つだけの花                        | 49   | 2700                   | クリス松村                | クリス松村のダンスレッスン                             |
| 今夜限り! 奇跡の復活! ビジーフォー SPECIAL LIVE |                                   |                              |                                           |      |                        |                           |                                                        |
| 52                                              | AYU                               | MISIA                        | 逢いたくていま                            | 51   | ダブルネーム           | ★ゆず                     | 栄光の架橋                                             |
| 54                                              | 布施辰徳                          | ★五木ひろし                  | 山河                                      | 53   | 森口博子               | 工藤静香                  | 嵐の素顔                                               |
| 56                                              | 清水アキラ                        | ★北島三郎                    | 帰ろかな                                  | 55   | 栗田貫一               | ★長渕剛                   | HOLD YOUR LAST CHANCE                                  |

- ★は当年のNHK『第62回NHK紅白歌合戦』（裏番組）に出場した歌手である。

### 紅白応援合戦
| 紅組                                                                                         | 紅組                                                                                         | 紅組                                                                                         | 紅組                                                                                         | 白組                                                                              | 白組                                                                              | 白組                                                                              | 白組                                                                              |
| -------------------------------------------------------------------------------------------- | -------------------------------------------------------------------------------------------- | -------------------------------------------------------------------------------------------- | -------------------------------------------------------------------------------------------- | --------------------------------------------------------------------------------- | --------------------------------------------------------------------------------- | --------------------------------------------------------------------------------- | --------------------------------------------------------------------------------- |
| 『ONE PIECE』 ルフィ、ゾロ、ナミ、ウソップ、サンジ、チョッパー、ロビン、フランキー、ブルック | 『ONE PIECE』 ルフィ、ゾロ、ナミ、ウソップ、サンジ、チョッパー、ロビン、フランキー、ブルック | 『ONE PIECE』 ルフィ、ゾロ、ナミ、ウソップ、サンジ、チョッパー、ロビン、フランキー、ブルック | 『ONE PIECE』 ルフィ、ゾロ、ナミ、ウソップ、サンジ、チョッパー、ロビン、フランキー、ブルック | 『ちびまる子ちゃん』 まる子、お母さん、おじいちゃん、たまちゃん、丸尾君、野口さん | 『ちびまる子ちゃん』 まる子、お母さん、おじいちゃん、たまちゃん、丸尾君、野口さん | 『ちびまる子ちゃん』 まる子、お母さん、おじいちゃん、たまちゃん、丸尾君、野口さん | 『ちびまる子ちゃん』 まる子、お母さん、おじいちゃん、たまちゃん、丸尾君、野口さん |

### 顔だけそっくりさん大集合
| 紅組                                      | 紅組                                      | 紅組                                      | 紅組                                      | 白組                                           | 白組                                           | 白組                                           | 白組                                           |
| ----------------------------------------- | ----------------------------------------- | ----------------------------------------- | ----------------------------------------- | ---------------------------------------------- | ---------------------------------------------- | ---------------------------------------------- | ---------------------------------------------- |
| サッカー日本代表 双子の長友佑都選手       | サッカー日本代表 双子の長友佑都選手       | サッカー日本代表 双子の長友佑都選手       | サッカー日本代表 双子の長友佑都選手       | 世界一になれない!なでしこジャパン 永里優季選手 | 世界一になれない!なでしこジャパン 永里優季選手 | 世界一になれない!なでしこジャパン 永里優季選手 | 世界一になれない!なでしこジャパン 永里優季選手 |
| ハモれないコブクロ 黒田俊介 小渕健太郎    | ハモれないコブクロ 黒田俊介 小渕健太郎    | ハモれないコブクロ 黒田俊介 小渕健太郎    | ハモれないコブクロ 黒田俊介 小渕健太郎    | イケてないEXILE HIRO TAKAHIRO ATSUSHI          | イケてないEXILE HIRO TAKAHIRO ATSUSHI          | イケてないEXILE HIRO TAKAHIRO ATSUSHI          | イケてないEXILE HIRO TAKAHIRO ATSUSHI          |
| ご本人そっくり! AKB48 板野友美 篠田麻里子 | ご本人そっくり! AKB48 板野友美 篠田麻里子 | ご本人そっくり! AKB48 板野友美 篠田麻里子 | ご本人そっくり! AKB48 板野友美 篠田麻里子 | ご本人よりいい男? ピース・綾部                 | ご本人よりいい男? ピース・綾部                 | ご本人よりいい男? ピース・綾部                 | ご本人よりいい男? ピース・綾部                 |

### ものまね大好きさん大集合
| あかつ         | 立ち会いで朝青龍の張り手を喰らい気絶する栃東のまね 舞の海の素早い動きについて行こうとするが結局ついて行けず土俵を割る小錦のまね 体勢不十分で前褌を取り下手投げをしようとするが足を滑らせ負けてしまう豊真将のまね 下手廻しを取る為 何度も巻き返しを試みるが逆に仕立て出し投げで破れてしまう魁傑のまね |
| こばやしけん太 | 音ものまね デジタル紙芝居「一目惚れ」「妖精さん」「虫の音〜真夜中は別の顔〜」 |
| 桑田ます似     | 直球勝負以外のサインに首を振り続ける読売巨人軍時代の桑田真澄のまね |
| 古坂大魔王     | 30年後に「マル・マル・モリ・モリ!」を歌う芦田愛菜の想像ものまね 小学生の平泉成が今の声に変わった瞬間の想像ものまね |

### マイケル・ジャクソン エキシビジョンステージ!
| 紅組            | 紅組                 | 紅組        | 白組         | 白組                 | 白組     |
| 披露者          | ものまね             | 楽曲        | 披露者       | ものまね             | 楽曲     |
| --------------- | -------------------- | ----------- | ------------ | -------------------- | -------- |
| Damian Brantley | マイケル・ジャクソン | BILLIE JEAN | まいける井上 | マイケル・ジャクソン | THRILLER |

- この対決はエキシビジョンであるため審査なしだった。

### めざせ!ものまね名人さん大集合
| 紅組                    | 紅組           | 紅組         | 白組       | 白組       | 白組       |
| 披露者                  | ものまね       | 楽曲         | 披露者     | ものまね   | 楽曲       |
| ----------------------- | -------------- | ------------ | ---------- | ---------- | ---------- |
| 田口佑希                | 大黒摩季       | 熱くなれ     | 岡田成実   | 吉川晃司   | モニカ     |
| セカイスプーン 河村徳人 | T.M.Revolution | WHITE BREATH | 三橋未紗子 | 浜崎あゆみ | Boys&Girls |

### 今夜限り! 奇跡の復活! ビジーフォー SPECIAL LIVE
| 披露者       | ものまね          | 楽曲                 |
| ------------ | ----------------- | -------------------- |
| ビジーフォー | SIMON & GARFUNKEL | THE SOUND OF SILENCE |
| ビジーフォー | Trio Los Panchos  | La maragueña         |
| ビジーフォー | WHAM!             | Careless Whisper     |
| ビジーフォー | The Platters      | ONLY YOU             |

## 結果（優勝チーム）
- 優勝は紅組。

| チーム   | 紅組 | 白組 |
| -------- | ---- | ---- |
| 総合得点 | 449  | 364  |

- ちなみに、『第62回NHK紅白歌合戦』の優勝も紅組だった。

## 番組BGM（オープニングテーマ・エンディングテーマ）
- 通常の『爆笑そっくりものまね紅白歌合戦スペシャル』では、オーティス・レディングの「I Can't Turn You Loose」が使用されているが、この放送回では特別に、薫と友樹、たまにムック。の「マル・マル・モリ・モリ!」の替え歌バージョンが使用されている。
- 通常は「マル・マル・モリ・モリ みんな食べるよ ツル・ツル・テカ・テカ 明日も晴れるかな」という歌詞の部分を、「モノ・モノ・マネ・マネ みんな観てるよ モノ・モノ・マネ・マネ 大晦日は大爆笑」という替え歌で歌っている。

## スタッフ
- ナレーション：山崎優、青嶋達也（フジテレビアナウンサー）
- 振付：花柳糸之、三浦亨、本山新之助
- 踊り：花柳糸之社中、S.ADDICT、フリー・ウエイブ
- 演奏：タバタ音楽事務所
- 編曲：SKミュージック
- コーラス：WIN
- 構成：沢口義明、藤井靖大、下田雄大、亀津雄介
- TP：斉藤浩太郎
- SW：小川利行
- カメラ：木俣希
- VE：高木稔
- AUD：本間祥吾
- PA：長谷川大輔
- 照明：中原淳一
- マルチビジョン：米田繁樹
- クレーン：佐藤史郎
- 美術制作：副島翔太郎
- デザイン：邨山直也
- 美術進行：服部孝志
- 大道具：田中秀和
- アクリル装飾：今井輝彦
- 電飾：佐藤圭
- アートフレーム：三浦文裕
- 装飾：川合将吾
- 生花装飾：安藤岳
- 視覚効果：菅谷守
- 衣裳：成田咲良
- 持道具：後藤綾
- メイク：山田かつら
- 特殊美術：横山公一
- 楽器：三浦隆晴
- 編集：林奈緒、十文字美賀
- 音響効果：星裕介
- MA：吉田肇
- CG：富井真
- ペイント：吉沢真純
- 似顔絵：グレートインターナショナル
- 技術協力：ニユーテレス、fmt、IMAGICA、D-Craft、4-Legs
- 制作協力：4-Legs、グスク
- 会場整理：石川幸二
- 広報：福崎康裕
- TK：槙加奈子
- デスク：江橋輝美、吉川千尋
- AD：七十苅汐里、小倉美帆、北條広太郎、小堀一樹、坂本雅治、本間隆義
- 制作プロデューサー：中村由紀
- AP：児玉芳郎、大西訓世、千葉洋美
- ディレクター：松浦健太郎、小杉隆史、大柿博史、高橋慎耶
- 演出：城間康男
- プロデューサー：安藤厚司
- チーフプロデューサー：渡邊俊介[20]
- 制作：フジテレビバラエティ制作センター
- 制作著作：フジテレビ

### 歴代のスタッフ
- ナレーション：中村仁美（フジテレビアナウンサー）、桑原礼佳
- プロデューサー→チーフプロデューサー：水口昌彦、清水宏泰、小松純也、佐々木将、石川綾一、加茂裕治[21]
- プロデューサー：金井尚史[21]
- ディレクター：岡山武史、荷見基成、栗原真、永田修一
- 制作プロデューサー：田隝宗昭
- AP：佐藤一巳、松崎正義、和田健
- AD：小林美保、佐藤由美、土田雅子、斎藤優美、飯田昇、高橋快典
- 構成：山内浩嗣、町田裕章
- 編成：浜野貴敏、高盛浩和、塩原充顕、川本洋平
- 広報：島谷真理、手塚朝美
- デスク：斉藤真理子、小坂井望江、高橋沙織、箭内園子
- TP：馬場直幸
- カメラ：宮崎健司、小林光行
- PA：溝口賢蔵
- カムリモート：野坂和重、安藤亘
- レーザー：吉田哲巳
- クレーン：長島直和
- 美術制作：井上明裕
- 美術制作・デザイン：桐山三千代
- デザイン：武田麻衣子
- 美術進行：西嶋友里
- 大道具：鈴木辰弥、豊田哲夫
- アクリル装飾：橋本順
- 電飾：久光義紀
- 視覚効果：中山信男
- 衣裳：小濱祐見子、宮澤愛、津幡真優
- 持道具：土屋洋子
- 特殊装置：青木紀和
- 編集：瓜田利昭、小笠原一登、西山一成、田口智樹、田中友裕、酒井大輔、横山勇介、森本高生
- 音響効果：川端智之、安原裕人
- MA：鈴木久美子
- CG：町田保、富井真
- スチルカメラ：光久

## 年またぎ! ぶっ通しバラエティ祭り
- 当番組から翌日の夜に放送された『トリビアの泉 祝10周年! あけましてムダ知識SP』までの29時間30分の間に、『年またぎ! ぶっ通しバラエティ祭り』と題して、その間の要所要所で、当時フジテレビアナウンサーだった高橋真麻が登場していくつかの歌を披露し、それぞれの曲名の頭文字を答えると1万円、さらに全ての頭文字を集めると抽選で100万円が当たるお年玉企画が行われた。

## 関東地区での再放送
- 関東地区では、2012年3月10日（土曜日）に『土曜α』で再放送。同枠は通常は12:00 - 13:00だったが、この時は12:00 - 14:55で放送（『土曜スペシャル』は休止）、しかし3時間枠であるため、内容を再編集して放送された。

## 関連番組
- 爆笑そっくりものまね紅白歌合戦スペシャル
- ものまね王座決定戦 - 当番組の前身にあたるものまね番組。2012年からは再び年1回放送されていて、司会も当番組と同様、今田耕司、東野幸治が務める。
- コサキン・天海の超発掘!ものまねバラエティー マネもの - 同局で当番組と同様、2014年から不定期放送されているものまね番組。司会は小堺一機、関根勤。
- お笑い芸人歌がうまい王座決定戦スペシャル - 当番組の兄弟番組にあたるカラオケ番組。司会はくりぃむしちゅー。
- 十八番で勝負!!新春!オールスター対抗歌合戦 - 4年1日後の2016年1月1日に同局で放送。この番組にもまる子たちや麦わら一味が応援ゲストとして出演。